# Aeroportul Nakina
Aeroportul Nakina (IATA: YQN, ICAO: CYQN) este un aeroport din Greenstone⁠(d), Thunder Bay District⁠(d), Ontario, Canada ce deservește zona Nakina⁠(d). Aeroportul a fost tranzitat în 2017 de 0 pasageri.
Situat la o altitudine de 323 m, aeroportul dispune de 1 pistă.

## Infrastructură

### Piste
Aeroportul dispune de o singură pistă. Pista are orientarea 09/27. 